# 播磨町
播磨町（日语：／ Harima chō */?）是位于日本兵庫縣南部的行政區劃，現為兵庫縣內面積最小的行政區劃。
轄區位於瀨戶內海沿岸，在海上有新島、東新島兩個作為化學工業和機械製造工業使用的人工島，這兩個島的面積即佔了全町面積的30%。

## 人口
| 播磨町人口分布圖 |                                               |  |
| 播磨町與日本全國年齡別人口分布比較圖 （2005年資料） | 播磨町的年齡、男女別人口分布圖 （2005年資料） |  |
| ■紫色是播磨町 ■綠色是全国 | ■藍色是男性 ■紅色是女性                       |  |
| 播磨町人口變化 \| 1970年 \| 13,116人 \| \| \| 1975年 \| 20,011人 \| \| \| 1980年 \| 26,527人 \| \| \| 1985年 \| 29,757人 \| \| \| 1990年 \| 30,813人 \| \| \| 1995年 \| 33,583人 \| \| \| 2000年 \| 33,766人 \| \| \| 2005年 \| 33,545人 \| \| \| 2010年 \| 33,183人 \| \| \| 2015年 \| 33,739人 \| \| \| 2020年 \| 33,604人 \| \| |                                               |  |
| 資料來源：日本總務省統計中心提供之人口普查數據 |                                               |  |
| 1970年 | 13,116人                                      |  |
| 1975年 | 20,011人                                      |  |
| 1980年 | 26,527人                                      |  |
| 1985年 | 29,757人                                      |  |
| 1990年 | 30,813人                                      |  |
| 1995年 | 33,583人                                      |  |
| 2000年 | 33,766人                                      |  |
| 2005年 | 33,545人                                      |  |
| 2010年 | 33,183人                                      |  |
| 2015年 | 33,739人                                      |  |
| 2020年 | 33,604人                                      |  |

## 历史
約西元3世紀時，在現在的大中地區曾有個兵庫縣最大的聚落，到了奈良時代，本地設立了阿閇荘。
1889年日本實施町村制，設立了阿閇村，此行政區劃一直未參與周邊其他行政區劃的合併；1950年代昭和大合併期間，當時在村內曾考慮該併入明石市或併入加古川市，但最終兩派意見未能統合，決定兩邊都不選擇，保持獨立。昭和大合併過後，成為全兵庫縣僅存的村級行政區劃，但在1962年升格為町，以舊國名播磨國的名稱作為新名稱，自此兵庫縣內也就無村級行政區劃，兵庫縣也成為全日本第一個無村級行政區劃的都道府縣。而播磨町也成為兵庫縣內至今唯一未參與任何合併的行政區劃。

## 交通

### 鐵路
- 西日本旅客鐵道（JR西日本） 
  - 山陽本線：（←明石市） - 土山車站 - （加古川市→）
  - 山陽新幹線：（←明石市） - （通過轄區但未設有車站） - （加古川市→）
- 山陽電氣鐵道
  - 本線：（←明石市） - 播磨町車站 - （加古川市→）

過去還曾有別府鐵道土山線從加古川市的別府港連結轄內的土山車站，但此路線已於1984年停駛。

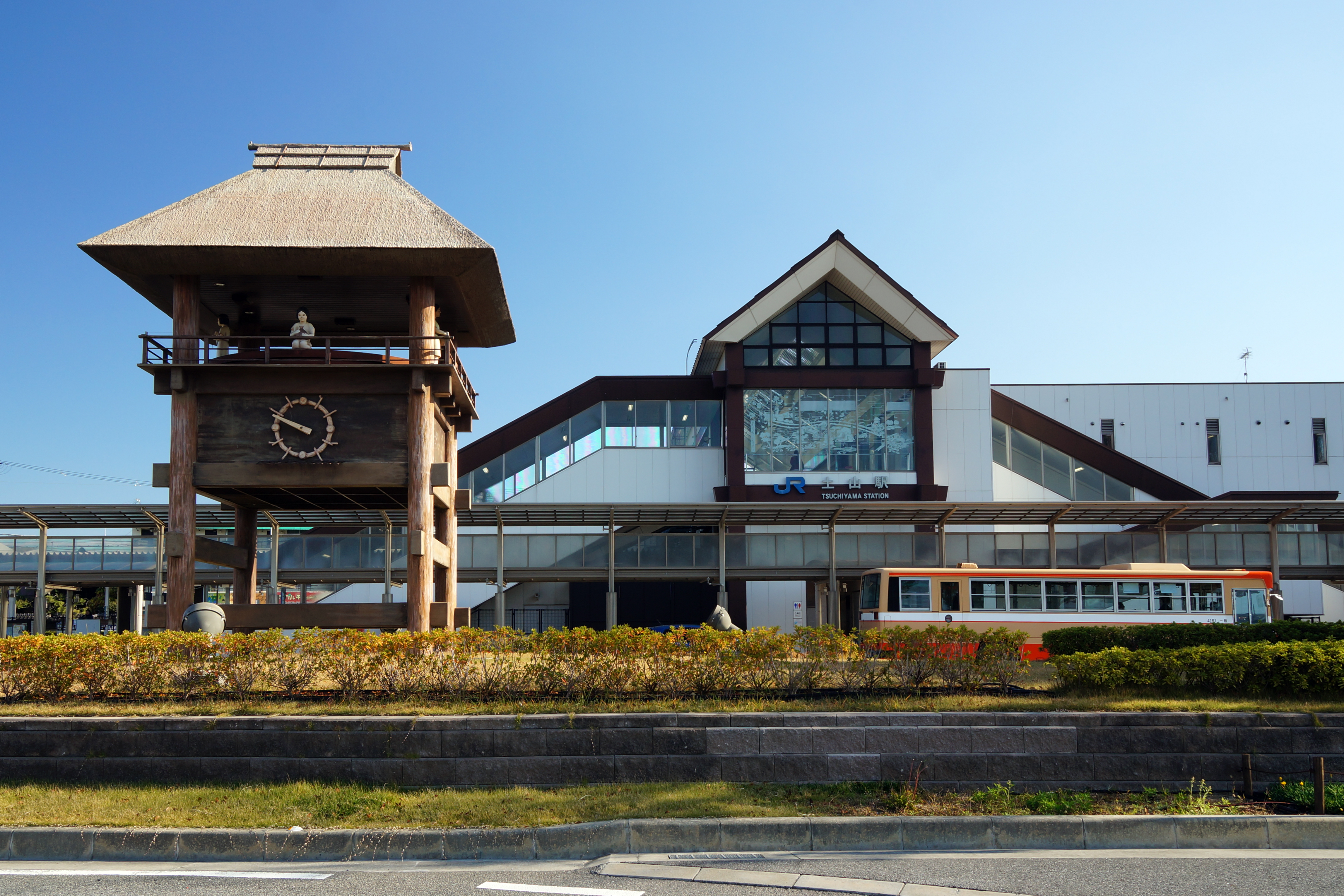
土山車站
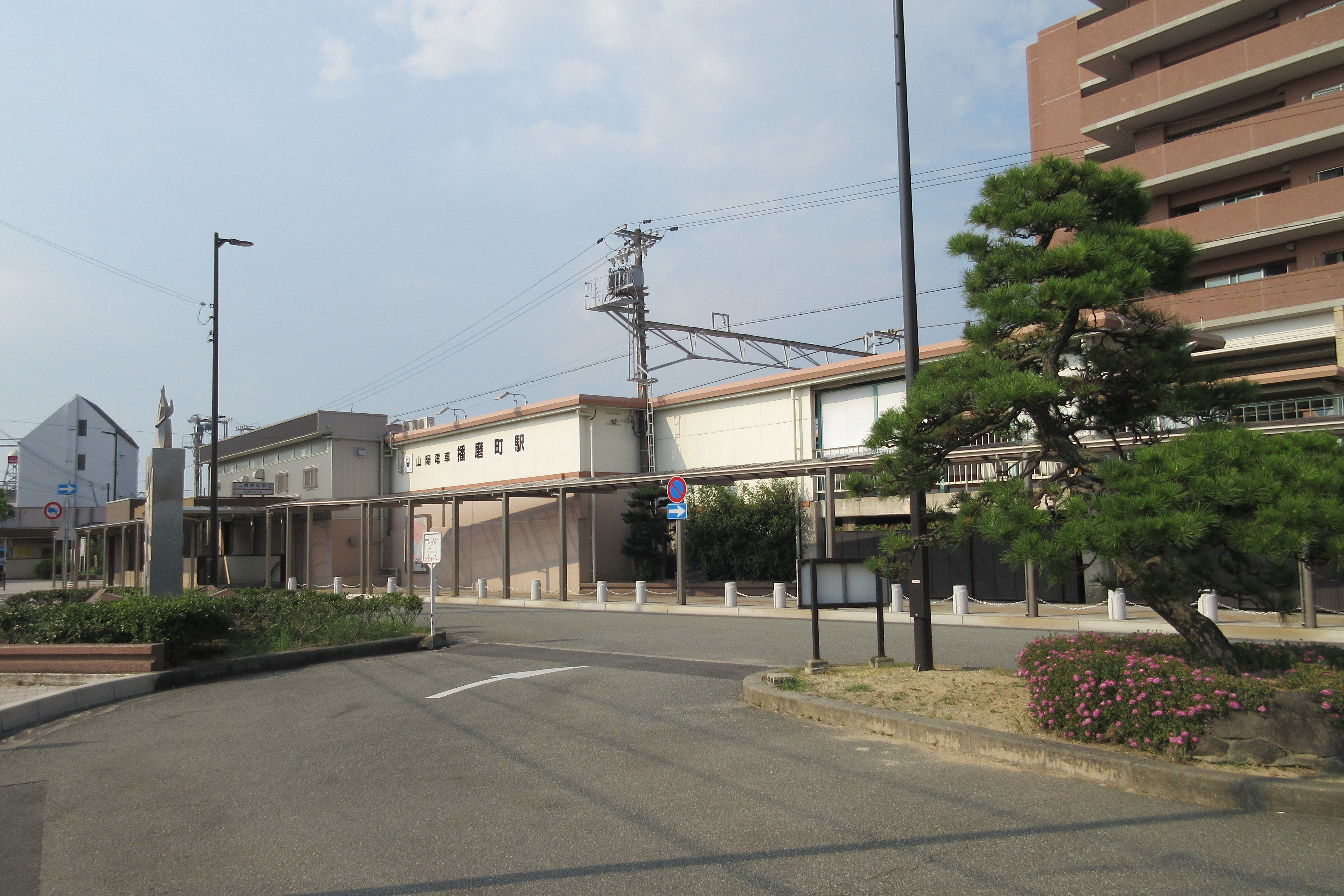
播磨町車站

### 道路
一般国道
- 國道250號

### 港口
- 東播磨港（日语：東播磨港）

## 觀光資源

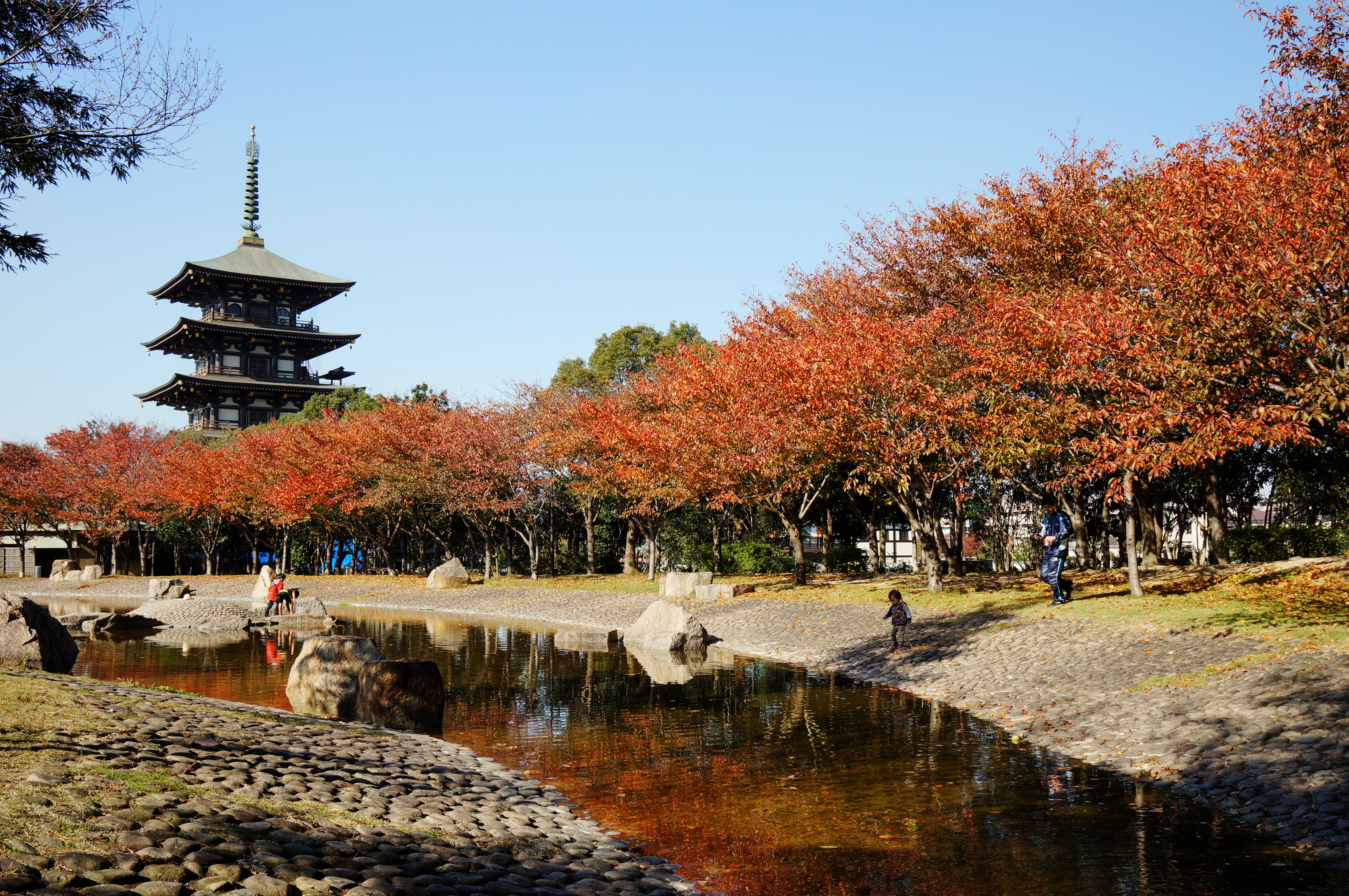
野添北公園和圓滿寺五重塔

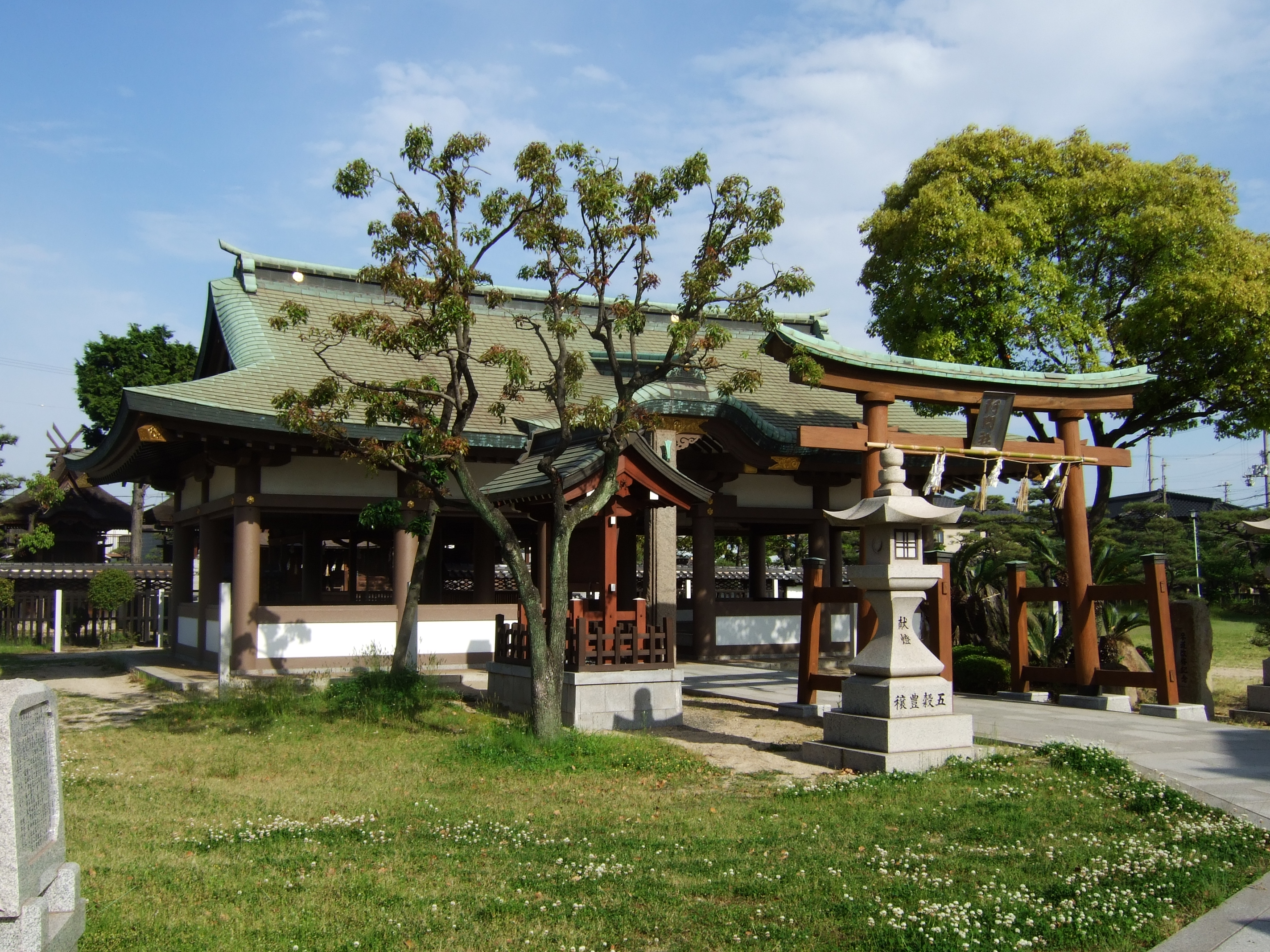
阿閇神社

- 大中遺跡（日语：大中遺跡）
- 兵庫縣立考古博物館（日语：兵庫県立考古博物館）
- 野添北公園（日语：野添北公園）
- 阿閇神社（日语：阿閇神社）

## 教育
高等學校
- 兵庫縣立播磨南高等學校

中學校
- 播磨中學校
- 播磨南中學校

小學校
- 播磨小學校
- 播磨西小學校
- 播磨南小學校
- 蓮池小學校

## 姊妹、友好城市
- 天津市和平區（中華人民共和國）
- 利馬（美國 俄亥俄州 艾倫縣）

## 本地出身的名人
- 濱田彥藏：幕府末期商人，被稱為日本新聞之父
- 住谷正樹（日语：レイザーラモンHG）：搞笑藝人、前摔角選手
- 神部年男：棒球選手
- 赤松芳朋：SOPHIA成員
- 奧谷亘：馬拉松選手
- 山田勝己：極限體能王全明星

## 外部連結
- （日語） 播磨町的Facebook專頁